# Моргасов, Анатолий Сергеевич
Анатолий Сергеевич Моргасов (род. 1934) — советский государственный деятель, генерал-лейтенант.

## Биография
Родился 20 января 1934 года (по другим данным 1935 года) в Москве.
После окончания школы работал на литейном заводе в Свердловске (в настоящее время Екатеринбург) подручным рабочего, плавильщиком, лаборантом. В 1953 году был призван на службу в Советскую армию. После демобилизации учился в Уральском политехническом институте (в настоящее время Уральский государственный технический университет), по окончании которого в 1959 году вернулся на завод, где работал инженером-исследователем, технологом, начальником цеха. Стал членом КПСС в 1963 году. В 1968—1970 годах — секретарь и первый секретарь Ленинского райкома КПСС Свердловска.
С 1970 года находился на службе в органах госбезопасности. Окончил двухгодичные курсы подготовки руководящего состава факультета № 3 Высшей школы КГБ СССР (в настоящее время Академия Федеральной службы безопасности России). После этого работал начальником Управления кадров, затем — заместитель председателя КГБ при Совете Министров Чувашской АССР (1971—1979); начальником Управления КГБ Липецкой области (1979—1987); первым заместителем начальника Управления кадров КГБ СССР (1987—1989).
С февраля 1989 по июнь июнь 1991 года А. С. Моргасов был Председателем КГБ Узбекской ССР, избирался депутатом местных Советов и Верховного Совета Узбекистана. В июне 1991 года был освобожден от занимаемой должности и работал в аппарате представительства КГБ СССР — Центральной службе разведки СССР при органах госбезопасности Демократической Республики Афганистан. Затем вернулся в Россию и находился на службе в аппарате Министерства Безопасности. Был ХХVIII съезда КПСС (последний съезд компартии СССР). В 1993 году был уволен из МБ России в отставку.
Переехав в город Липецк, находился здесь на пенсии, занимался общественной деятельностью: с декабря 2012 года — председатель Липецкой областной общественной организации «Дети войны».
Был награждён многими медалями, в числе которых три медали Демократической Республики Афганистан, удостоен нагрудного знака «Почетный сотрудник госбезопасности».